# Huszváros
Huszváros (románul: Huși) város Vaslui megyében, Moldvában, Romániában.

## Fekvése
A Prut folyó közelében, a megyeszékhelytől, Vászlótól 45 km-re észak-északkeleti irányban helyezkedik el.

## Történelem
A várost az 1438-ban Magyarországról elmenekült magyar husziták alapították. Moldvai településüket 1487-ben említette először oklevél, a magyar írott forrásokban Husz, Huszt néven.
A város lakosai Magyarországról magukkal vitték bibliafordításaikat is, és vallási jellegű irodalmi tevékenységüket újonnan felépített városukban is folytatták. E huszita biblia- és zsoltárfordítások a magyar irodalomtörténetnek máig nagy jelentőségű emlékei.
E kulturális értékek megteremtésének gazdasági alapját a környék híres, virágzó zöldség- és gyümölcstermesztése biztosította.
A város jelentőségét bizonyítja az is, hogy a 16. században székhelye volt a moldvai fejedelmeknek, és szülővárosa lett Petru Raresnek is.
1497-ben III. István moldvai fejedelem templomot építtet itt, melyet Szent Péter és Szent Pál apostoloknak szentelnek fel. 1598-ban püspöki székhely lett, a harmadik Moldvában, Radóc és Románvásár után.
Municípiumi rangot 1995-ben kapott.

## Népesség
A népesség számának alakulása:
- 1912 - 15.652 lakos
- 1930 - 17.130 lakos
- 1948 - 16.605 lakos
- 1956 - 18.055 lakos
- 1966 - 20.715 lakos
- 1977 - 22.895 lakos
- 1992 - 32.673 lakos
- 2002 - 29.510 lakos

Etnikai megoszlása, a 2002-es népszámlálási adatok alapján:
- Románok:  29,349 (99,45%)
- Romák:  129 (0,43%)
- Zsidók:  13 (0,04%)
- Magyarok:  9 (0,03%)
- Olaszok:  4 (0,01%)
- Ukránok:  2 (0,0%)
- Görögök:  2 (0,0%)
- Németek:  1 (0,0%)
- Más:  1

## Látnivalók
- Szent Péter és Pál apostolok temploma
- Püspöki Palota épülete, 1782-1792 között építették, 1998-2003 között felújították
- Megyei Múzeum
- II. Demeter moldvai fejedelem emlékháza
- Bor Múzeum

## Gazdaság
Románia egyik legfontosabb bortermelő vidékének a központja.
Jelentős a város gépipara, élelmiszeripara, bőr- és cipőipara, faipara és az építőanyagipara.
Lendületesen fejlődik a város turizmusa is.

## Testvérvárosok
- - Odessza - Ukrajna

## Hírességek
- Corneliu Zelea Codreanu (1899 - 1938) - politikus, a Vasgárda egyik vezetője volt
- Alexandru Giugaru (1897 - 1986) - színész, komikus
- Nicolae Malaxa (1884 - 1965) - mérnök, mozdonytervező, vállalkozó

## Sport
Labdarúgócsapatok a városban:
- FCM Huși
- Steaua Mecanica Huși